# Mithuna arizana
Mithuna arizana är en fjärilsart som beskrevs av Alfred Ernest Wileman 1911. Mithuna arizana ingår i släktet Mithuna och familjen björnspinnare. Inga underarter finns listade i Catalogue of Life.